# ユニバーシティー・オブ・ザ・ネイションズ
ユニバーシティー・オブ・ザ・ネイションズ（英語：University of the Nations、英語略称：U of N）は、キリスト教宣教のための教育機関である。世界中に多数の支部があり、そのうちアメリカ合衆国ハワイのコナ、韓国のチェジュド、オーストラリアのパースの支部が比較的大きい。
U of Nは1978年にハワード・マルムスタッド（en:Howard Malmstadt）とローレン・カニングハム（Loren Cunningham）が共同で設立した教育機関で、他の機関も合併して1989年にこの名称になっている。公共の認定校制度を受けた大学ではないが、さまざまな学科の教育をうけることができ、特に受講後さまざまな国で行なわれるキリスト教宣教活動に従事する「Discipleship Training School」（略称：DTS）が有名である。  
コナ・キャンパスでは日本にフォーカスしたコースも、毎年開催されている。